# Securidaca longipedunculata
Securidaca longipedunculata är en jungfrulinsväxtart som beskrevs av Johann Baptist Georg Wolfgang Fresenius. Securidaca longipedunculata ingår i släktet Securidaca och familjen jungfrulinsväxter. Utöver nominatformen finns också underarten S. l. parvifolia.

## Bildgalleri

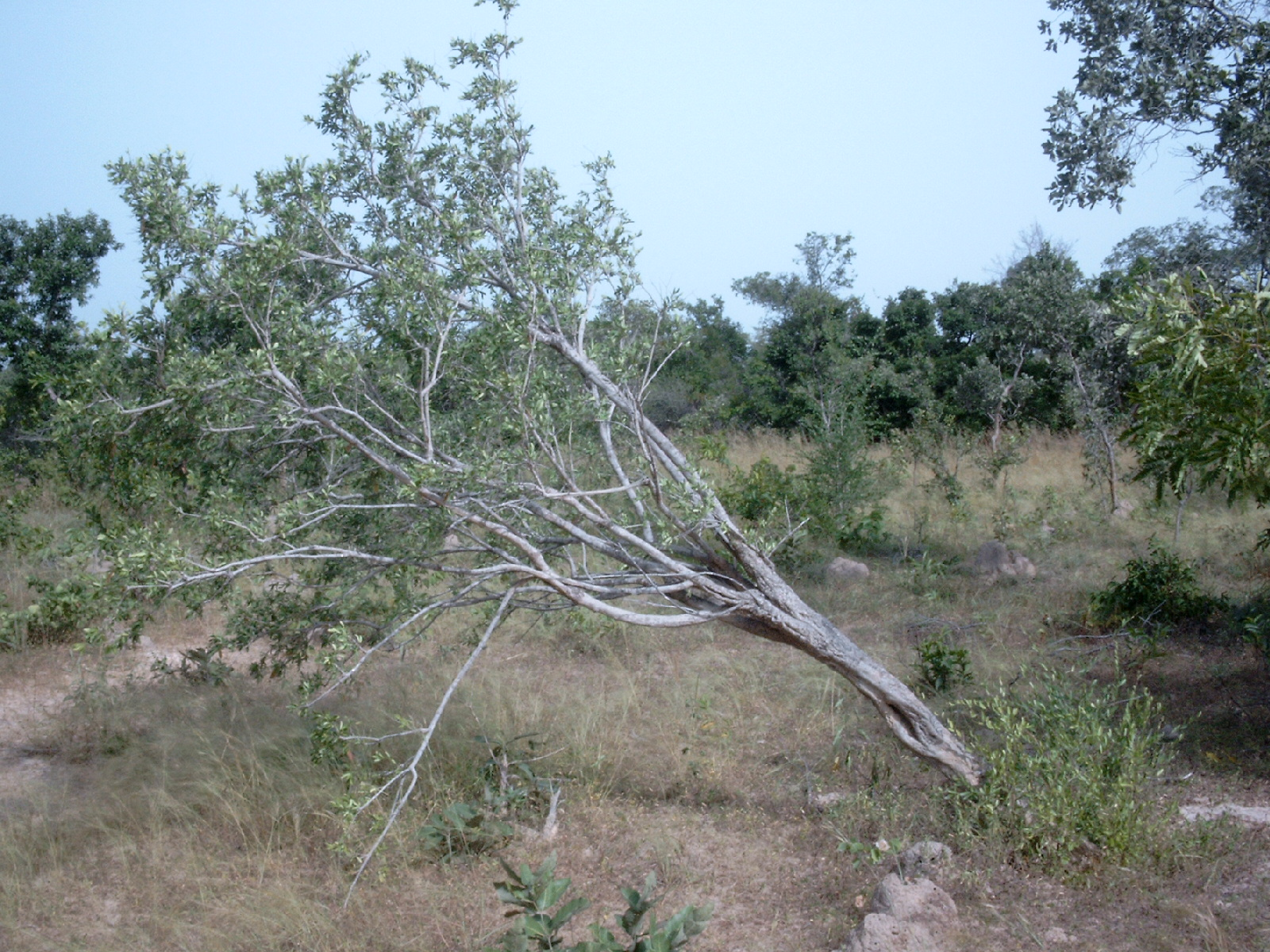
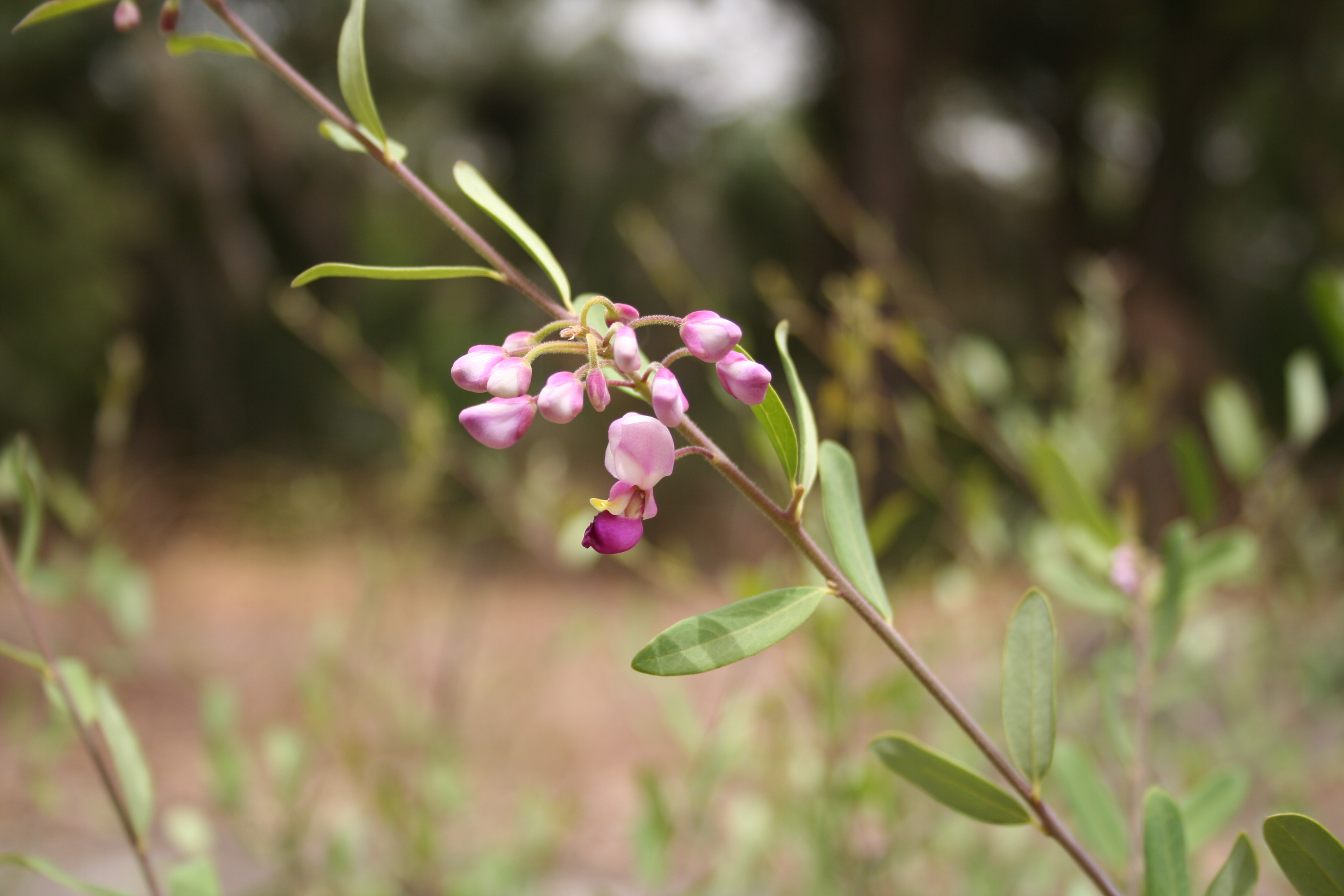